# El faro (relato)
El faro (The Light-House, en inglés) es el título no oficial de la última obra escrita por Edgar Allan Poe. El autor falleció en octubre de 1849, al poco de empezar su redacción.

## Argumento
La historia se cuenta como una serie de entradas de diario, correspondiendo la primera de ellas al Año Nuevo de 1796. El escenario se sitúa en algún lugar cerca de Escandinavia, posiblemente el Mar de Noruega.
El 1 de enero, el narrador registra que es su primer día en el faro, dando cuenta de su desagrado por la dificultad experimentada en obtener el puesto, pese a ser de noble cuna. Recoge seguidamente que una tormenta está en curso, y que el barco que lo trajo tuvo dificultades de navegación. También confiesa su pasión por la soledad, y lo bien que se encuentra aislado de todo, solo con su perro Neptuno, pues tiene intención de escribir un libro. Comenta de pasada que oye como un eco a través de los muros, pensando que puede que estos no sean muy robustos, hasta que se sorprende de sí mismo, afirmando que sus preocupaciones son "tonterías", en alusión a una profecía hecha por su amigo De Grät, la persona que le consiguió el nombramiento para el faro.
El 2 de enero describe el mar en calma y sin incidentes; se ha sentido arrullado por el viento hasta el amanecer, y sigue exponiendo su pasión por la soledad.
El 3 de enero se describe el día como tranquilo y plácido, y el protagonista toma la decisión de explorar el faro. De nuevo comienza a preocuparse por la seguridad de la estructura, pero trata de tranquilizarse. La última línea dice: «La base sobre la que descansa la estructura parece de caliza...» [«The basis on which the structure rests seems to me to be chalk»].
Luego sigue la anotación del día 4 de enero, en blanco.
Como no hay espacio suficiente para el texto adicional en la parte inferior de la página final, es razonable suponer que el resto de la historia está simplemente sin terminar, es decir, que no es que se perdiera.
El título de "El faro" fue asignado por el biógrafo George E. Woodberry, quien publicó por primera vez el texto en su obra The Life of Edgar Allan Poe (1909), volumen II, páginas 397-399. Aunque el título no lo puso su autor, es suficientemente descriptivo y ha sido aceptado por los editores y estudiosos posteriores.

## Composición
El biógrafo Kenneth Silverman cree que Poe comenzó a escribir este relato entre mayo y agosto de 1849. El autor nunca le puso título.
No está claro cómo habría terminado la historia y hay una cierta discusión acerca de si "El faro" fue concebido como cuento o como novela. Silverman especula que la obra podría haber constado de las dos páginas que se conservan y que la siguiente entrada en blanco implica la muerte del narrador.
Es muy probable que fuese la última obra de ficción que Poe escribió.

## Análisis
Hay dos temas evidentes en "El faro": la aprensión y la paranoia.
Su estilo es muy sencillo y franco, en contraste con la prosa más elaborada y matizada de historias anteriores de Poe, lo que implica un cambio en el estilo de escritura de Poe que el autor no tuvo tiempo de culminar.
Como muchas de las obras de Poe, "El faro" se ha estudiado desde el punto de vista autobiográfico. Así, el protagonista haría las veces del propio escritor, expresando sus propios sentimientos de aislamiento y cuestionándose si podrá sobrevivir.
El tema es muy similar al de una historia también inconclusa de Franz Kafka titulada "La obra" (también conocida como "La construcción" o "La madriguera"). Ambas se centran en un narrador solitario que se obsesiona con la seguridad del recinto que ocupa, aunque el texto de Kafka se hallaba más cerca de la terminación y, en consecuencia, estaba más elaborado. Dado el desconocimiento durante mucho tiempo de esta historia de Poe, es poco probable que Kafka la hubiera leído.

## Como inspiración
El escritor y médico Richard Selzer incluyó su cuento "Poe's Light-house", inspirado en "El faro", en su libro The Doctor Stories, publicado por Picador. Joyce Carol Oates también utiliza este relato de Poe como fuente de inspiración para su relato "Poe Posthumous, or The Light-House", dentro de su antología Wild Nights! (2008). Finding Poe (2012), de Leigh M. Lane, especula con el papel que las obras de Poe, entre ellas "El faro", pudieron desempeñar en su misteriosa muerte.
Según su director, la película estadounidense-canadiense de 2019 El faro (titulada en inglés The Lighthouse) fue inspirada inicialmente por el cuento homónimo de Edgar Allan Poe.

## Adaptaciones
El célebre escritor de terror Robert Bloch terminó el cuento de Poe y lo publicó en la edición de septiembre de 1977 (nº 137) de la Famous Monsters of Filmland, con el título de "Horror in the Lighthouse" ["Horror en el faro"]. Una versión anterior, titulada "El faro", había aparecido en el número de enero/febrero de 1953 de la publicación Fantastic, de la editorial Ziff-Davis.
En 1997 Ediciones Áltera pidió a varios escritores españoles y latinoamericanos que continuaran el relato de Edgar Allan Poe. La versión escrita por Cristina Fernández Cubas, está incluida en su antología Todos los cuentos (Tusquets Editores 2008).

## Traducción
1 de enero de 1796. Hoy, mi primer día en el faro, anoto esta entrada en mi Diario, tal como acordé con De Grät. Mantendré el diario tan regularmente como pueda, aunque nunca se sabe lo que pueda sucederle a un hombre solo como yo; podría enfermar, o algo peor… ¡Hasta ahora todo va bien! El velero se salvó por poco, pero ¿por qué detenerme en eso, ya que estoy aquí, a salvo? Mi ánimo empieza a revivir, ante la sola idea de hallarme, por primera vez en mi vida, totalmente a solas; ya que, desde luego, Neptuno, pese a su tamaño, no debe ser considerado "sociedad". ¡El cielo no quiso que yo encontrase en la "sociedad" solo la mitad de lealtad que hay en este pobre perro! Pues en tal caso la "sociedad" y yo no tendríamos por qué habernos separado, por todo un año… Lo que más me sorprende es la dificultad que tuvo De Grät en obtener para mí este destino, ¡siendo yo un noble del reino! El Consistorio no tendría duda de mi capacidad para manejar el fanal. Un hombre solo había cuidado de él hasta ahora, y lo hacía tan bien [página 2] como los tres que se ocuparon antes que él. Mis obligaciones son sencillas, y las instrucciones impresas no podían estar más claras. Nunca lo habría hecho de dejar que Orndoff me acompañase. Nunca hubiera podido dedicarme a mi libro estando cerca de él, con sus chismes intolerables, por no hablar de su eterna pipa de espuma de mar. Además, deseo estar solo... Es extraño, nunca, hasta este momento, me había percatado de cuán lúgubre sonido tiene esta palabra: ¡"Solo"! Deben de ser fantasías mías que haya creído notar un extraño eco tras estos muros circulares, pero ¡oh, no! Esto son tonterías mías. Acabaré perdiendo la tranquilidad con tanto aislamiento. Pero eso nunca va a suceder. Aunque no he olvidado el vaticinio de De Grät. Ahora, voy a comprobar la linterna y luego echaré un vistazo a los alrededores, a ver «qué se ofrece a mis ojos»… A ver qué puedo encontrarme de hecho… No mucho… El oleaje está amainando un poco, creo; el cúter hallará una dura travesía de vuelta a casa. Seguro que no tendrá a la vista las costas de Norland antes del mediodía de mañana, y no estarán a más de 190 o 200 millas.

2 de enero. He pasado el día de hoy en una especie de éxtasis que me parece imposible [página 3] describir. Mi pasión por la soledad difícilmente podría haber sido mejor satisfecha. No debiera decir satisfecha, aunque creo que nunca experimentaré un placer semejante al que he experimentado hoy… El viento se calmó hacia el amanecer, y por la tarde la marea estaba muy baja… Nada que observar con el telescopio, nada más que mar y cielo, y alguna gaviota ocasional.
3 de enero. Calma chicha durante todo el día. Hacia el atardecer, el mar parecía un espejo. Algunas algas marinas se ofrecieron a la vista, pero, aparte de eso, absolutamente nada en todo el día, ni siquiera la más mínima traza de nube… Ahora me ocupo de explorar el faro… Es altísimo, me cuesta trabajo subir sus interminables escaleras, unos 160 pies, diría yo, desde la línea de bajamar hasta lo alto del fanal. Desde lo más profundo en el interior del eje, sin embargo, la distancia hasta la cúspide es de 180 pies por lo menos, por lo tanto el piso se adentra 20 pies bajo la superficie del mar, incluso estando la marea baja… Opino que el interior hueco de la parte inferior debería haber sido rellenado con mampostería maciza. De este modo, sin duda el conjunto hubiese quedado más sólido. Pero ¿qué estoy pensando? Una estructura de este tipo ya es lo suficientemente segura en cualquier circunstancia. Debería sentirme a salvo [página 4] en su interior, incluso si la azotase el más feroz de los huracanes, y sin embargo, he oído decir a los marineros que de vez en cuando, con el viento del suroeste, el mar en este sitio se ha sabido que ha restallado más alto que en cualquier otro lugar, con la única excepción de la boca occidental del Estrecho de Magallanes. Ningún mar, sin embargo, podría oponerse a este muro de sólido hierro remachado que, a 50 pies de la línea de pleamar, tiene cuatro pies de espesor, si esto es una pulgada… La base sobre la que descansa la estructura parece ser de roca caliza…

4 de enero [el manuscrito se interrumpe aquí].